# Barbara Furtuna
Barbara Furtuna è un complesso musicale maschile còrso di musica tradizionale còrsa polifonica nato a Olmeta di Tuda nel 2004. 
Il gruppo unisce testi sacri a testi profani, riprendendo anche i canti della vecchia tradizione corsa. Il gruppo si è formato nel 2004 sulla base dell'esperienza ventennale dei suoi membri.
Il gruppo si è esibito in Europa, Nordamerica ed Australia.

## Formazione
- Jean Pierre Marchetti
- André Dominici
- Jean Philippe Guissan
- Maxime Merland (ex A Filetta)

## Discografia

### Album
- 2004 - Adasgiu[2] (Buda Musique)
- 2008 - In Santa Pace Archiviato il 5 settembre 2011 in Internet Archive.[3] (Buda Musique)

### Collaborazioni
- 2010 -  Via Crucis[collegamento interrotto] (con il coro dell'Arpeggiata)[4] (Virgin Classics)